# 阿什卡扎爾
阿什卡扎爾是伊朗的城市，位於該國中部，由亞茲德省負責管轄，距離首府亞茲德20公里，海拔高度1,172米，市內有大學和機場設施，2006年人口13,800。